# Hubert Harings
Hubert Harings, detto Huub (Gulpen-Wittem, 31 gennaio 1939), è un ex ciclista su strada, ciclocrossista e dirigente sportivo olandese.
Professionista dal 1964 al 1971 vinse cinque edizioni dei Campionati olandesi di ciclocross.

## Carriera
Prese parte a quattro edizioni del Tour de France, una edizione dei Campionati del mondo di ciclismo su strada nel 1966 al Nürburgring; il suo miglior risultato in una grande classica del ciclismo fu l'undicesimo posto alla Amstel Gold Race 1968; nel 1966 fu secondo alla Parigi-Lussemburgo e nel 1969 decimo al Grand Prix Pino Cerami.
Nel ciclocross fu cinque volte campione nazionale olandese e salì sul podio di questa prova anche nel 1964, secondo, e nel 1971, terzo, inoltre prese parte a nove edizioni dei Campionati del mondo di ciclocross.
Anche suo figlio Peter e i suoi fratelli Gerard e Jan furono ciclisti professionisti.

## Palmarès

### Strada
- 1959 (Dilettanti, una vittoria)

3ª tappa, 1ª semitappa Olympia's Tour (Winterswijk > Nimega)
- 1961 (Dilettanti, una vittoria)

Romsée-Stavelot-Romsée
- 1962 (Dilettanti, una vittoria)

Romsée-Stavelot-Romsée
- 1965 (Televizer, una vittoria)

Tour du Condroz

#### Altri successi
- 1964 (Televizer)

Simpelveld (criterium)
- 1965 (Televizer)

Campionati olandesi - Clubs
3ª tappa Giro del Belgio (Namur, cronosquadre)
4ª tappa Ronde van Nederland (Simpelveld, cronosquadre)
- 1966 (Televizer)

3ª tappa Tour de France (Tournai, cronosquadre)
Boom (kermesse)
Drongen-Baarle (criterium)
- 1968 (Caballero)

Melsele (kermesse)
- 1970 (Caballero)

Geleen (criterium)

### Ciclocross
- 1962-1963 (Televizer, tre vittorie)

Campionati olandesi, Elite
Katekoers (Den Haag)
Huijbergen Ciclocross
- 1963-1964 (Televizer, due vittorie)

Katekoers (Den Haag)
Huijbergen Ciclocross
- 1964-1965 (Televizer, una vittoria)

Huijbergen Ciclocross
- 1965-1966 (Televizer, tre vittorie)

Cyclocross Schifflange
Cyclocross Sibbe
Campionati olandesi, Elite
- 1966-1967 (Televizer, quattro vittorie)

Bornem Ciclocross
Campionati olandesi, Elite
GP Gorgnillon (Lione)
Huijbergen Ciclocross
Stene-Oostende Ciclocross (a coppie, con Roger De Vlaeminck)
- 1967-1968 (Caballero, una vittoria)

Huijbergen Ciclocross
- 1968-1969 (Caballero, tre vittorie)

Snasserscross - Asse-Krokegem Ciclocross
Campionati olandesi, Elite
Huijbergen Ciclocross
- 1969-1970 (Caballero, due vittorie)

Grand Prix du Nouvel-An (Pétange)
Campionati olandesi, Elite

## Piazzamenti

### Grandi Giri
- Tour de France

1965: 32º
1966: fuori tempo massimo (16ª tappa)
1867: 75º
1970: ritirato (2ª tappa)

### Competizioni mondiali
- Campionati del mondo

Nürburgring 1966 - In linea: ritirato
- Campionati del mondo di ciclocross

Esch-sur-Alzette 1962: 12º
Calais 1963: 9º
Overboelare 1964: 20º
Cavaria con Premezzo 1965: 10º
Beasain 1966: 4º
Zurigo 1967: 6º
Lussemburgo 1968: 5º
Magstadt 1969: 8º
Heusden-Zolder 1970: 12º